# Ploník (přírodní rezervace)
Ploník je přírodní rezervace na východním okraji obce Černovice v okrese Blansko. Důvodem ochrany je zachování krajinářsky a botanicky významné lokality mokřadů a vyzrálých vrchovišť. Jedná se o biocentrum lokálního významu uprostřed smrkových lesních porostů na trase biokoridoru regionálního významu.

## Fotogalerie

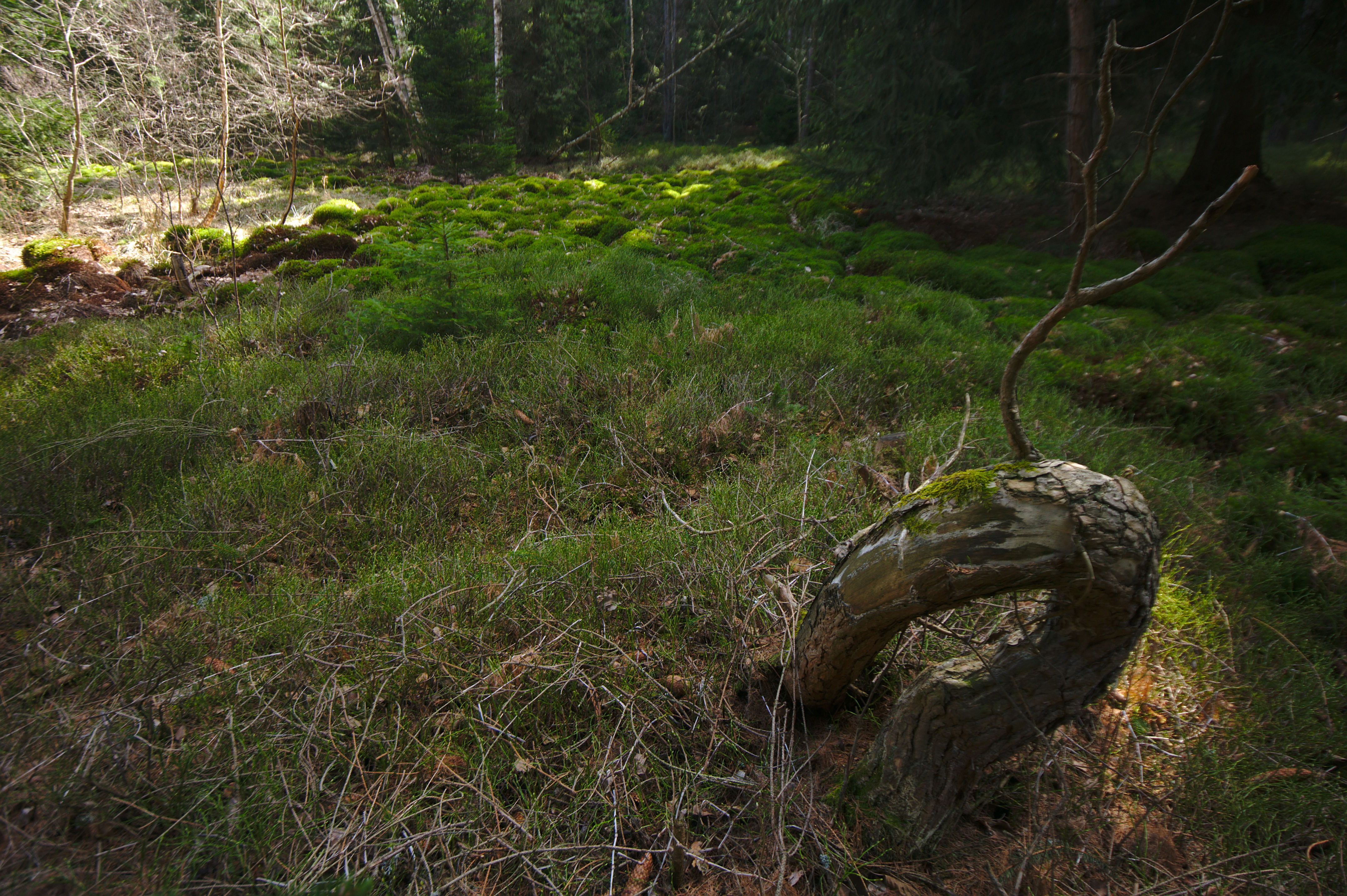
Mokřad s mechy
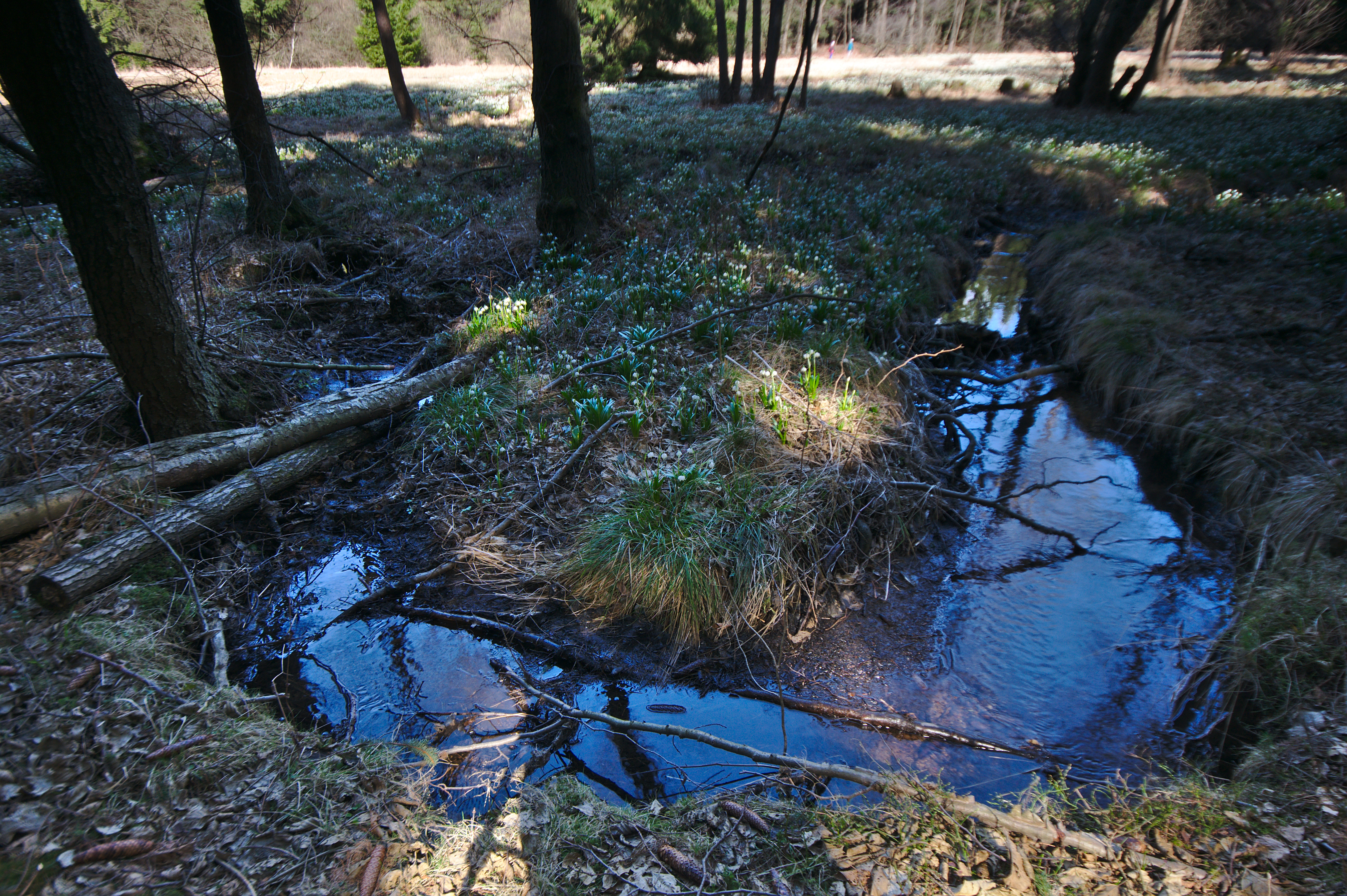
Chlébský potok v PR
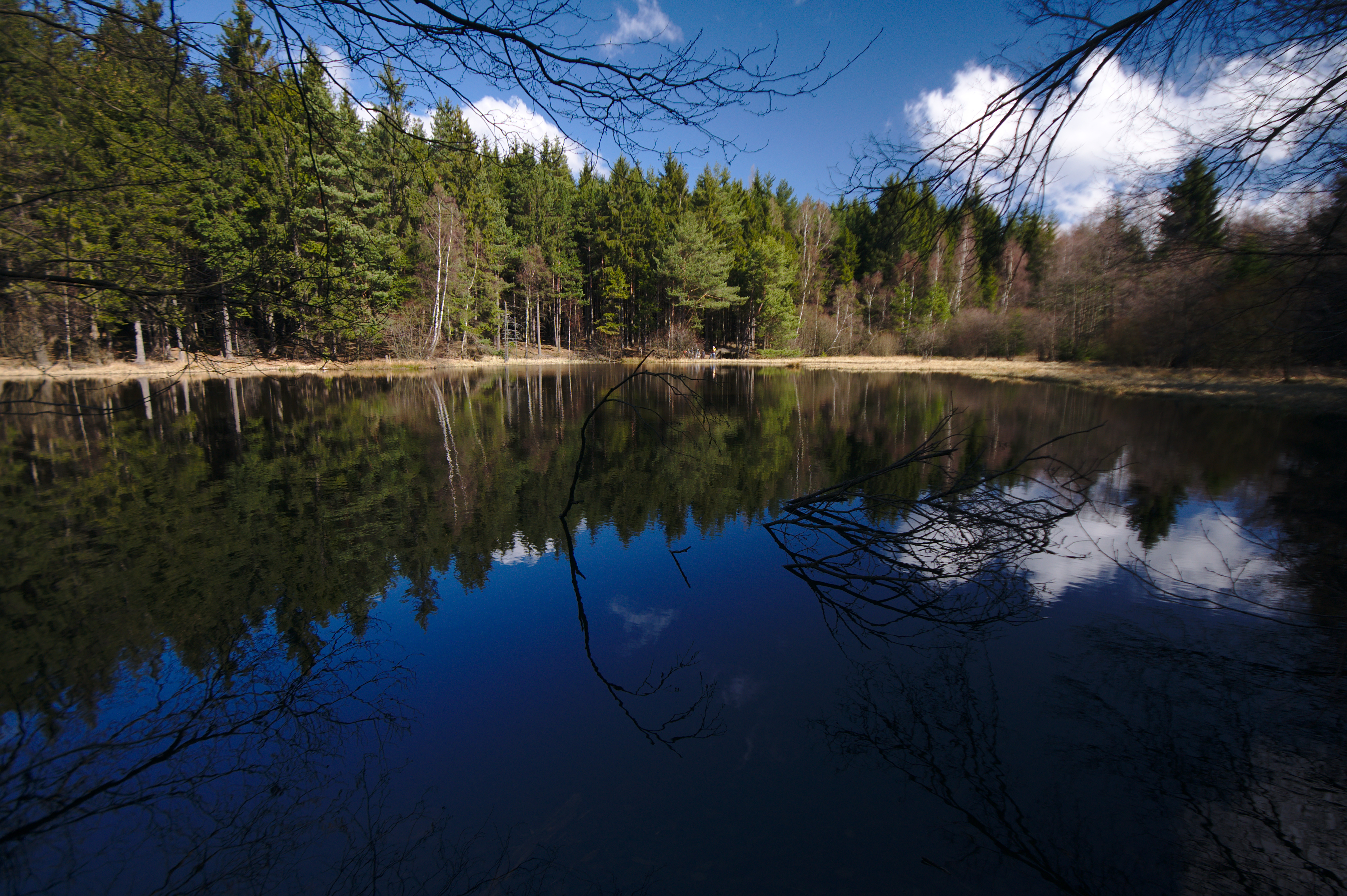
Rybník v PR
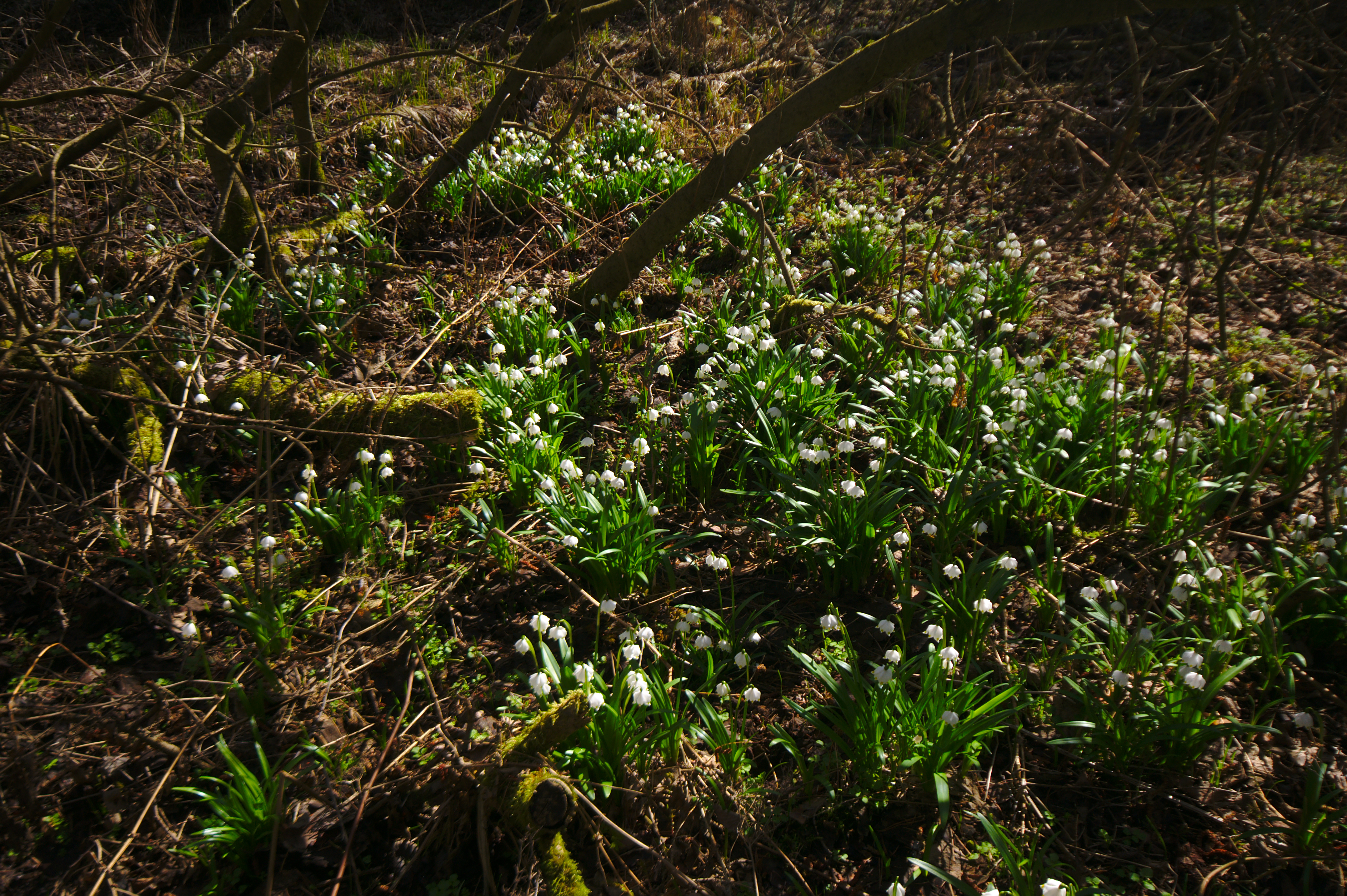
Kvetoucí bledule
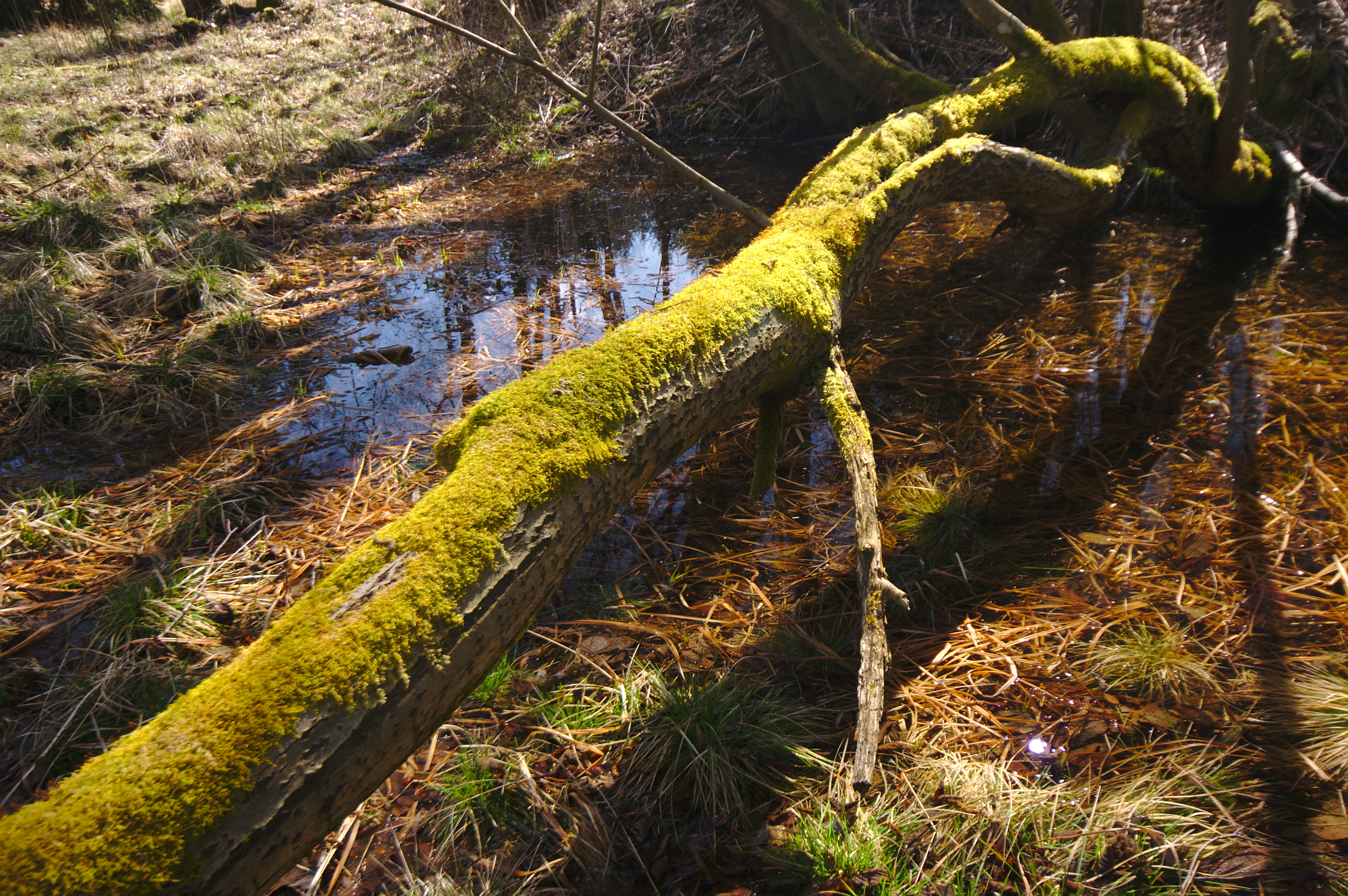
Mokřad
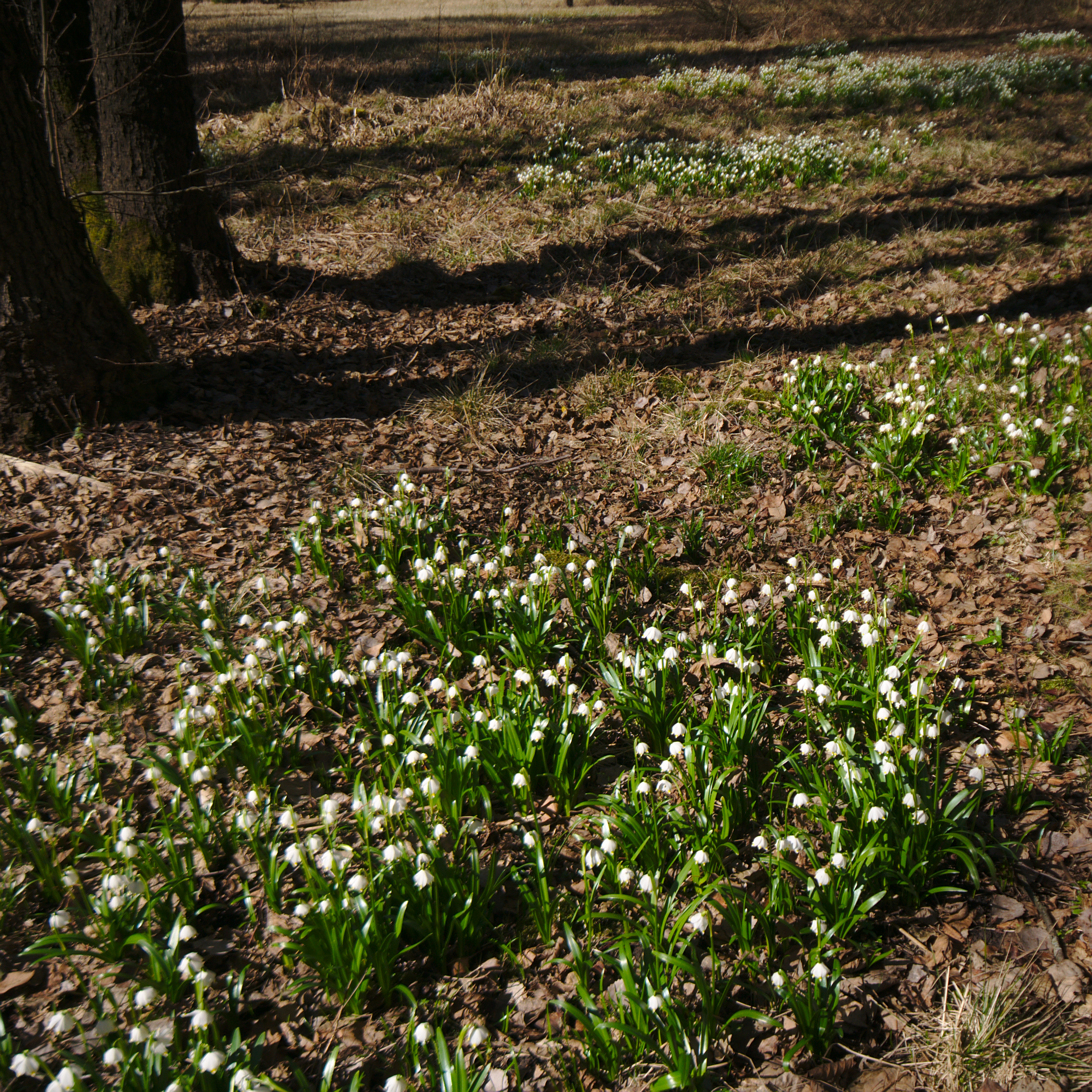
Bledule jarní
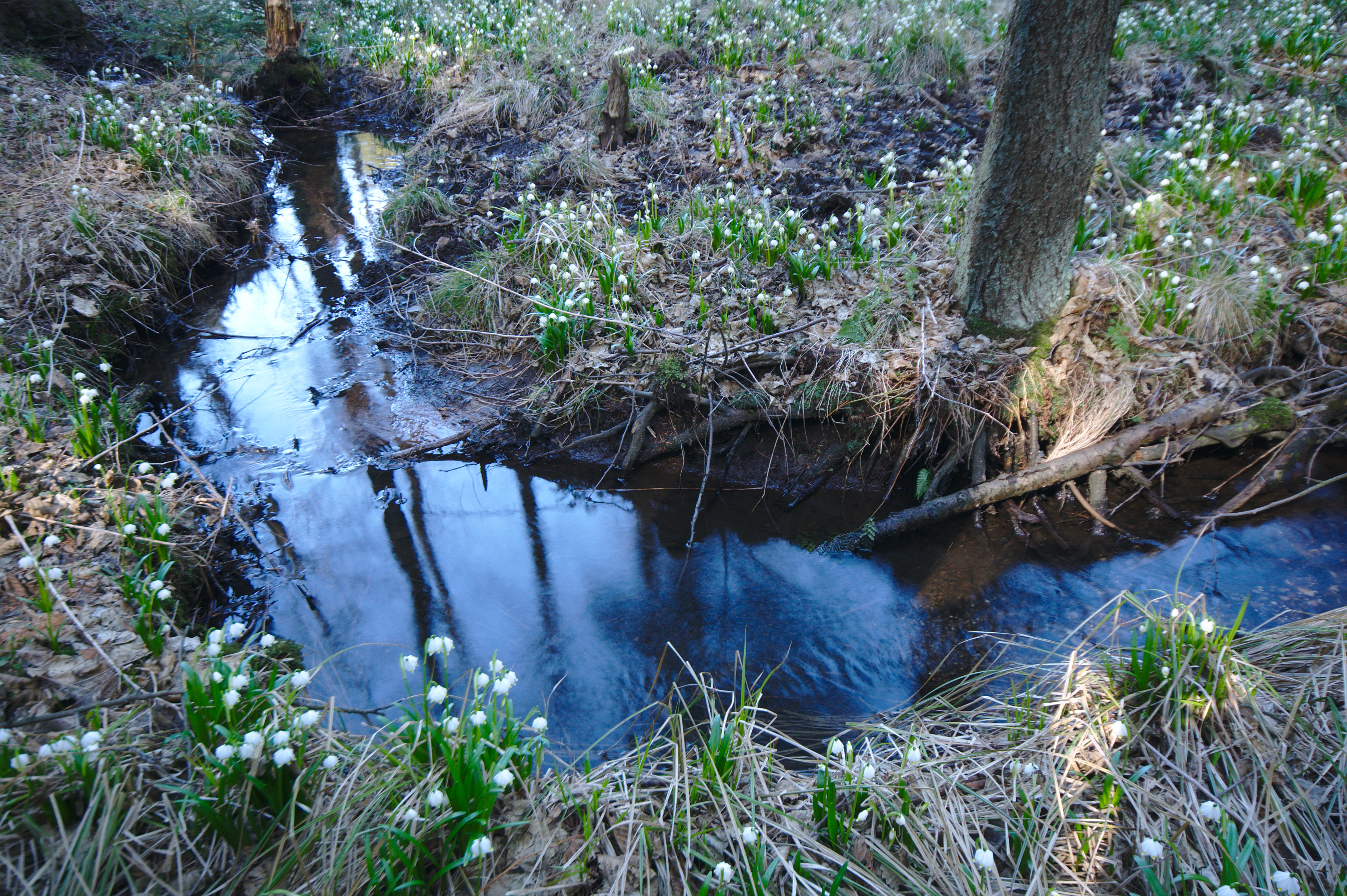
Chlébský potok